# Eclipsa de Lună din 21 februarie 2008

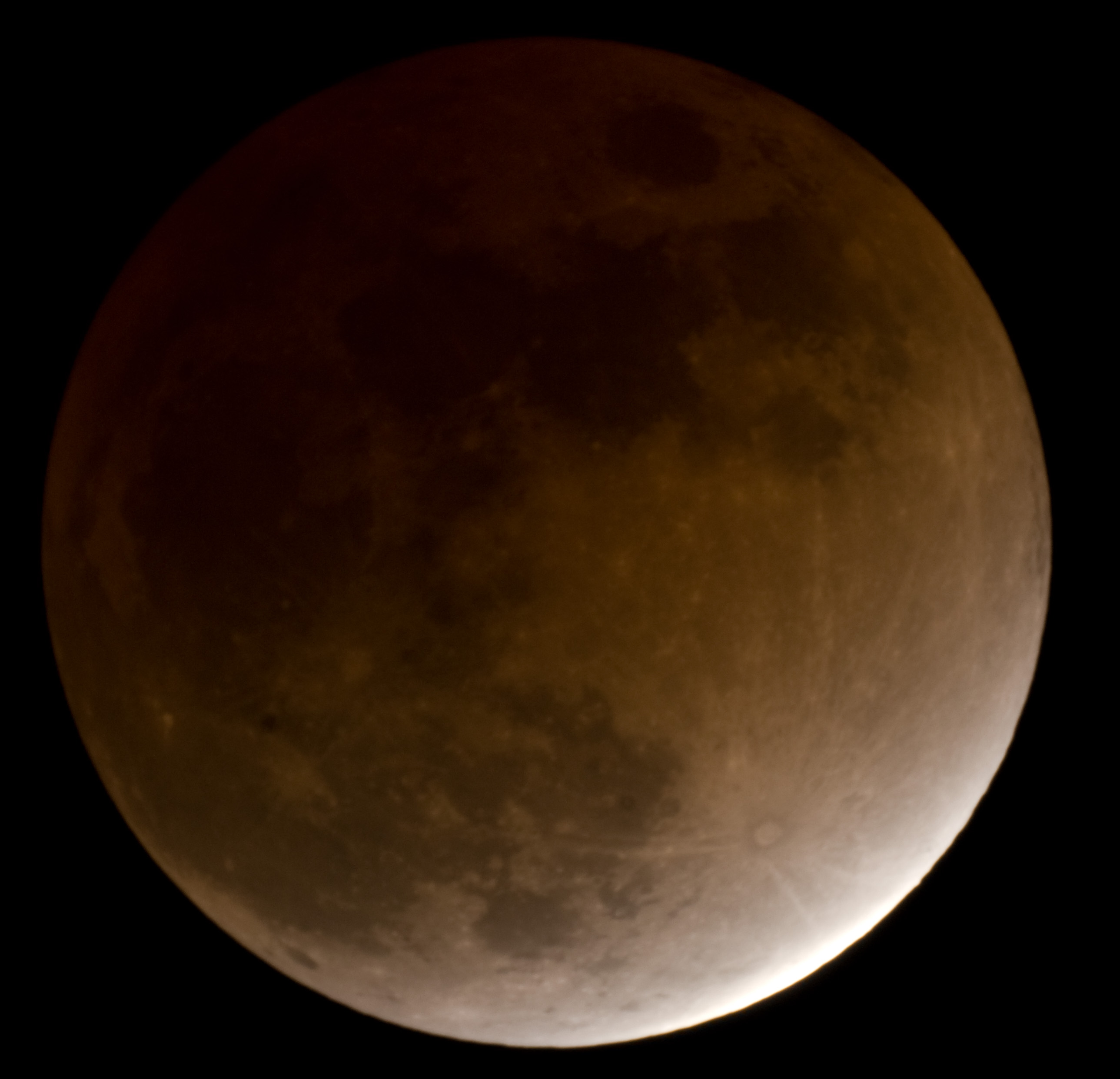
Eclipsa de Lună din 21 februarie 2008

Eclipsa totală de Lună din 21 februarie 2008 este prima eclipsă de Lună a anului 2008, vizibilă din România. Următoarea eclipsă totală de Lună vizibilă de pe teritoriul României va avea loc pe 15 iunie 2011.

## Momentele de contact
Momentele de contact ale eclipsei, ora României:
1. intarea în penumbră: 02h 36m 35s
2. începutul eclipsei parțiale: 03h 43m 19h
3. începutul eclipsei totale: 05h 01m 10s
4. faza maximă: 05h 26m 05s
5. sfârșitul eclipsei totale: 05h 50m 57h
6. sfârșitul eclipsei parțiale: 07h 08m 47s
7. ieșirea în penumbră: 08h 15m 39s

Luna apune la 7h 15m, iar crepusculul începe la 5h 39m.

## Relații cu alte eclipse

### Eclipse din 2008
- Eclipsa inelară de Soare din 7 februarie.
- Eclipsa totală de Lună din 21 februarie.
- Eclipsa totală de Soare din 1 august.
- Eclipsa parțială de Lună din 16 august.